# Santa Clara-universiteit
De Santa Clara-universiteit (Engels: Santa Clara University, SCU) is een Jezuïtische particuliere universiteit in de Amerikaanse staat Californië. De universiteit werd in 1851 opgericht en is daarmee de oudste actieve instelling voor hoger onderwijs in Californië. De Santa Clara-universiteit is gevestigd in Santa Clara, in het hart van Silicon Valley en in het zuiden van de San Francisco Bay Area. 
De sportteams van de universiteit heten Santa Clara Broncos.

## Geschiedenis

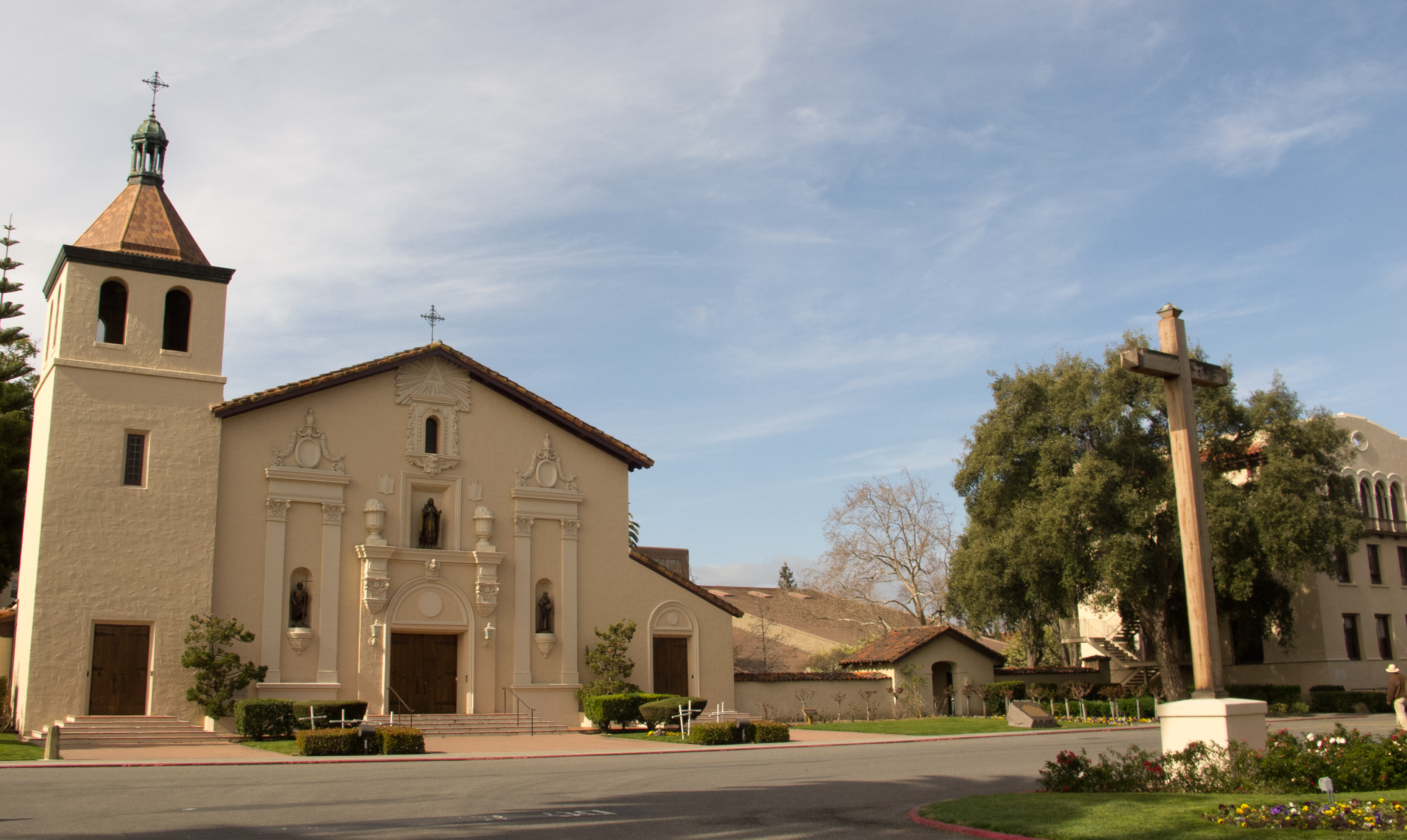
De Santa Clara de Asís-missie op de campus van de Santa Clara-universiteit.

De eerste twee colleges in Californië werden allebei in 1851 opgericht, op het hoogtepunt van de goldrush. Het Santa Clara College, de voorloper van Santa Clara University, opende als eerste zijn deuren voor studenten. Bovendien werden de eerste bachelor- en masterdiploma's, respectievelijk in 1857 en 1859, hier uitgereikt. Het andere college was het California Wesleyan College (de huidige University of the Pacific in Stockton) van de methodisten, dat aanvankelijk ook in Santa Clara gevestigd was.
De universiteit erfde de gronden van de Santa Clara de Asís-missie, die in 1777 was opgericht door franscicaner broeders. Delen van de kunst- en boekencollecties van de Santa Clara-universiteit gaan terug op die van de broeders. In de jaren 1830 waren de bezittingen van de kerk in Alta California geseculariseerd, waardoor ook de missie in Santa Clara in verval raakte. De bisschop van Monterey schonk de gronden daarom in 1851 aan twee Italiaanse Jezuïeten, op voorwaarde dat zij er een college zouden oprichten.
In 1912 werd er een School of Engineering en een School of Law opgericht en werd de school herdoopt tot University of Santa Clara. In 1925 kwam er een business school bij. Vrouwelijke studenten werden vanaf 1961 toegelaten, waarmee Santa Clara de eerste katholieke universiteit in Californië was.
De universiteit kreeg haar huidige naam in 1985, deels om verwarring met de University of Southern California - ook afgekort tot USC - te voorkomen.
Tegenwoordig scoort Santa Clara University erg goed in de Amerikaanse academische rankings. Bij de recentste ranking van het tijdschrift U.S. News & World Report op de tweede plaats in de categorie Regional Universities (West).

## Alumni
Enkele bekende alumni van de Santa Clara-universiteit zijn:
- Reza Aslan, godsdienstwetenschapper
- Jerry Brown, gouverneur van Californië
- Brandi Chastain, voetbalspeelster
- Khaled Hosseini, bestsellerauteur
- Jorma Kaukonen, gitarist
- Zoe Lofgren, volksvertegenwoordiger
- Maria Ana Madrigal, Filipijns politica
- Janet Napolitano, minister van Binnenlandse Veiligheid
- Steve Nash, basketbalspeler
- Gavin Newsom, gouverneur van Californië
- Leon Panetta, minister van Defensie
- Kurt Rambis, basketbalspeler en coach